# Reurieth
Reurieth település Németországban, azon belül Türingiában. Lakosainak száma 758 fő (2023. december 31.).

## Népesség
A település népességének változása:
| Lakosok száma | 821  | 815  | 778  | 772  | 758  |
|               | 2017 | 2019 | 2021 | 2022 | 2023 |